# 京王電気軌道501形電車

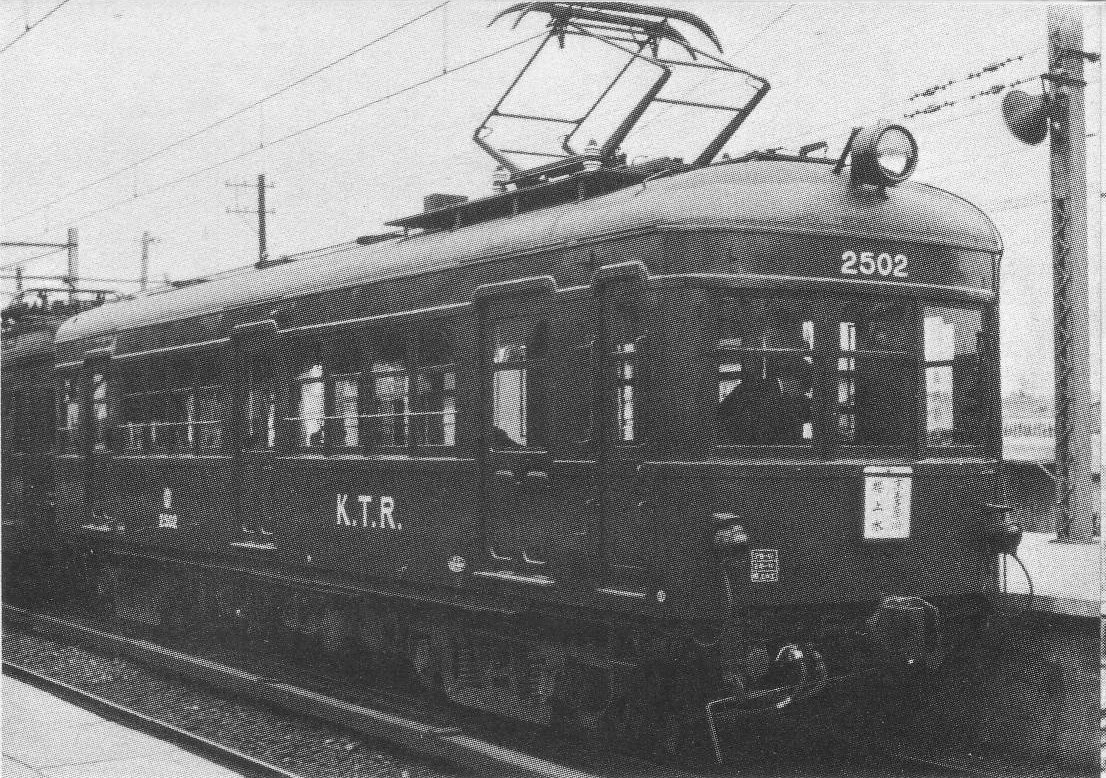
デハ2502（→502。桜上水駅、1954年撮影）
戦災で車体を焼失し、日本車輛東京支店で車体を新造した車両。後にサハ2551に改造される。

京王電気軌道501形電車（けいおうでんききどう501がたでんしゃ）は、現在の京王電鉄京王線に相当する路線を運営していた京王電気軌道（京王電軌）が1939年（昭和14年）から1940年（昭和15年）にかけて投入した電車である。

## 車両概説
新造車ではなく、無蓋電動貨車の台枠・電装機器を流用して車体を新造した改造車である。京王電軌で初めて3扉車として登場した。400形より先に登場したにもかかわらず500形とされたのは、「1両当たり主電動機2個装備の改造車」という点で共通性のある、元貴賓車500号と共通性を持たせるためとされる。
1939年に改造された501の種車は、1926年（大正15年）に雨宮製作所が製造した無蓋電動貨車101で、1940年に改造された502 - 504の種車は1929年（昭和4年）に、新潟鐵工所で製造された無蓋電動貨車102 - 104である。後述するように性能上の違いはないが、新造した車体は種車から台枠を流用していて各部の長さに差異があること、さらに501の車体は木南車輌製造、502 - 504は梅鉢鉄工所で製造されたために形態にも差異があることから、502以降を別形式のように扱うこともある。

### 車体
125形以降と同様に14メートル級車体・屋根上にガーランドベンチレーターを配置・側面窓は2段上昇窓を採用している。当初から3扉車として作られたため、窓配置は1D4D4D1と前後対称になったほか、窓幅自体も拡大している。ドアの幅は続いて登場する400形と異なり、両端が1,100mm、中央扉は1,200mmと中央扉が大きくなっている。
当時の京王電軌は、新宿駅付近などに道路上に軌道を敷設した併用軌道区間があったため、本形式もその例にもれず、軌道法の規定に則り、車体前面には歩行者巻き込み事故防止用の救助網を装備していた。客用ドアも低いホーム用に両端のドアはステップが1段、更に路面区間用低床ホーム対応の可動ステップ1段を装備していたが、中央扉はどちらのステップも装備していない。ドアは手動扉であるが、ステップは別途ステップエンジンを持っていた。
501と502 - 504には次のような形態の違いがあった。
- 501の車体は300形同様にシル／ヘッダーの部分などにリベットが残っているが、502 - 504は全溶接構造でリベットがない。
- 台枠を流用した種車の前面カーブが異なっていたため、501の方がカーブが深い。
- 正面窓3枚が501はすべて1枚窓[2]で、502 - 504は中央（運転台の窓）以外は2段窓になっている[3]。
- 屋根上のベンチレーターが501は1列、502 - 504は2列。
- 502 - 504は車体中央部の裾から、電動貨車時代からのリベットで補強した台枠が露出している。

### 主電動機
種車は京王線中型車と同様に、イングリッシュ・エレクトリック (E.E.) 社が設計したDK-31を、東洋電機製造でライセンス生産したTDK-31Nを吊り掛け式で搭載していたため、そのまま流用している。モーターは各車2個装備である。

### 制御器
HL電空単位スイッチ式手動加速制御器を各車に搭載する。501は1型や110形と同じくウェスティングハウス・エレクトリック (WH) 社製で、502 - 504は125形や300形と同じく三菱電機製を搭載、どちらも制御段数は直列5段、並列4段で弱め界磁は搭載されていない。
なお、制御電源は架線からの600V電源をドロップ抵抗で降圧して使用する。このため本形式は電動発電機等の補助電源装置を搭載せず、前照灯や室内灯もドロップ抵抗の併用や回路を直列接続とするなどの処置により600V電源で動作するようになっている。

### ブレーキ
連結運転を実施するため、中型車共通の非常弁付き直通ブレーキ (SME) を搭載する。

### 台車
種車から流用しており、501は1形や111と同じく雨宮製作所の板台枠リベット組立てによる釣り合い梁式台車A-1を、502 - 504は同時期に製造された155 - 160と同じく雨宮製のA-2を装備している。

### 集電装置
種車から流用しており、1形が装着したWH社製パンタグラフのコピー品である、三菱電機製S-514菱形パンタグラフを1基、新宿側に搭載する

## 沿革
1943年（昭和18年）に4両とも片運転台化された。501は新宿向きの運転台を残し、502 - 504は八王子向きの運転台を残した。1944年（昭和19年）の京王電軌の東京急行電鉄（大東急）への併合により、京王電軌の車両は番号重複を避けるため旧番に+2000することとなり、デハ2501 - 2504となる。

### 戦災復旧
1945年5月25日にデハ2501が空襲で、1946年1月16日に桜上水工場の火災でデハ2502が焼失した。2両とも焼損したまま高幡不動検車区で休車になっていたが、京王分離（1948年6月）後に他の被災車6両とあわせて車体を桜上水工場で解体し、台枠を日本車輌東京支店に送って新造車体を構築するという手法で1949年5月に復旧した。この際デハ2501も八王子向き先頭車となった。
新造車体は左側半室運転台で、乗務員室扉が設けられていた。また後述する長編成化を見据え、ブレーキ装置を元空気だめ管式自動空気ブレーキ（AMM-R）に変更し、ドアエンジンも装備していた他、パンタグラフもPS13に変更していた。

### 長編成化対応工事と「スモールマルティー」化
非戦災車の2両もヘッドライトの屋根上への移動や、方向幕の廃止、両端扉のドアステップの撤去、パンタグラフのPS13への変更が順次進められ、1950年（昭和25年）から1951年（昭和26年）にかけては、ブレーキシステムをSME直通ブレーキからAMM自動空気ブレーキへ変更、制御連動式ドアエンジンを設置するなどの3両編成対応工事（三編工）が施工された。
そして京王線1500V昇圧への準備が進められる中、中型車は昇圧工事の対象外となった。当時昇圧と同時に新宿 - 初台間の地下化など設備投資が求められていた京王の財政事情から、これらの車両の一部は一時的に2000系・2010系の付随車「スモールマルティー」（○の中に小文字t。以後 (t) と略す）として使用するため改造が行われることとなり、1959年（昭和34年）11月に入線したデハ2011 - 2061、デハ2012 - 2062の間に組み込む車両として、デハ2501 - 2503が1960年1月に電装解除・運転台撤去のうえデハ2010系の中間車となった。
- デハ2501　→　サハ2501
- デハ2502　→　サハ2551
- デハ2503　→　サハ2502

唯一電動車として残ったデハ2504は番号重複を避けるため、同年4月にデハ2307に改番されてデハ2300形に編入された。

### 終焉
デハ2307は、前照灯を取り付け式2灯化するなどして電動車として活躍を続けたが、2010系用の新造サハであるサハ2573が更新扱いで新造され、1962年（昭和37年）12月に廃車となった。
(t)となった3両は1968年（昭和43年）12月まで活躍し、2700系を改造した「ラージマルティー」（○の中に大文字T）に代替されて廃車となった。最晩年のサハ2501は老朽化した台車を、廃車された(t)のうち元デハ2200形・2300形が装着していた、汽車会社製弓形イコライザー型台車KS-3に交換していた。

### 書籍
- 鈴木洋『【RM LIBRARY 111】京王線14ｍ車の時代』株式会社ネコ・パブリッシング、2008年11月1日。ISBN 978-4-7770-5245-5。
- 宮下洋一 編『鉄道車輌ガイド Vol.30 京王帝都のグリーン車』株式会社ネコ・パブリッシング、2019年5月1日。ISBN 978-4-7770-2350-9。
- 宮崎繁幹・山下和幸 編『京王帝都電車回顧　第2巻』株式会社ネコ・パブリッシング、2020年1月15日。ISBN 978-4-7770-5447-3。

### 雑誌記事
- 合葉博治「車両形態の変遷　-京王線70年・井の頭線50年の流れをたどる-」『鉄道ピクトリアル』第422号、電気車研究会、1983年9月、77-81頁。
- 向山真司「京王線中型車の素顔」『鉄道ピクトリアル』第422号、電気車研究会、1983年9月、86-92頁。
- 合葉博治・永井信弘「イラストで見る京王電車：1950」『鉄道ピクトリアル』第578号、電気車研究会、1993年7月、151-157頁。
- 合葉清治「京王中型車の思い出」『鉄道ピクトリアル』第734号、電気車研究会、2003年7月、195-200頁。
- 『鉄道ピクトリアル アーカイブスセレクション9 京王電鉄 1950-60』、鉄道図書刊行会、2005年8月。
  - 飯島正資「私鉄車両めぐり　京王帝都電鉄」（『鉄道ピクトリアル』第45号、第46号より再録）、44－55頁
  - 京王帝都レールファンクラブ「私鉄車両めぐり(72)　京王帝都電鉄　補遺」（『鉄道ピクトリアル』第197号より再録）、106-118頁